# Gare de Košice
Železničná stanica Košice (durant une courte période: Košice hlavná stanica) est la gare principale de la ville de Košice.

## Localisation
Elle se trouve à environ 10 minutes à pied à l'est du centre-ville.

## Histoire

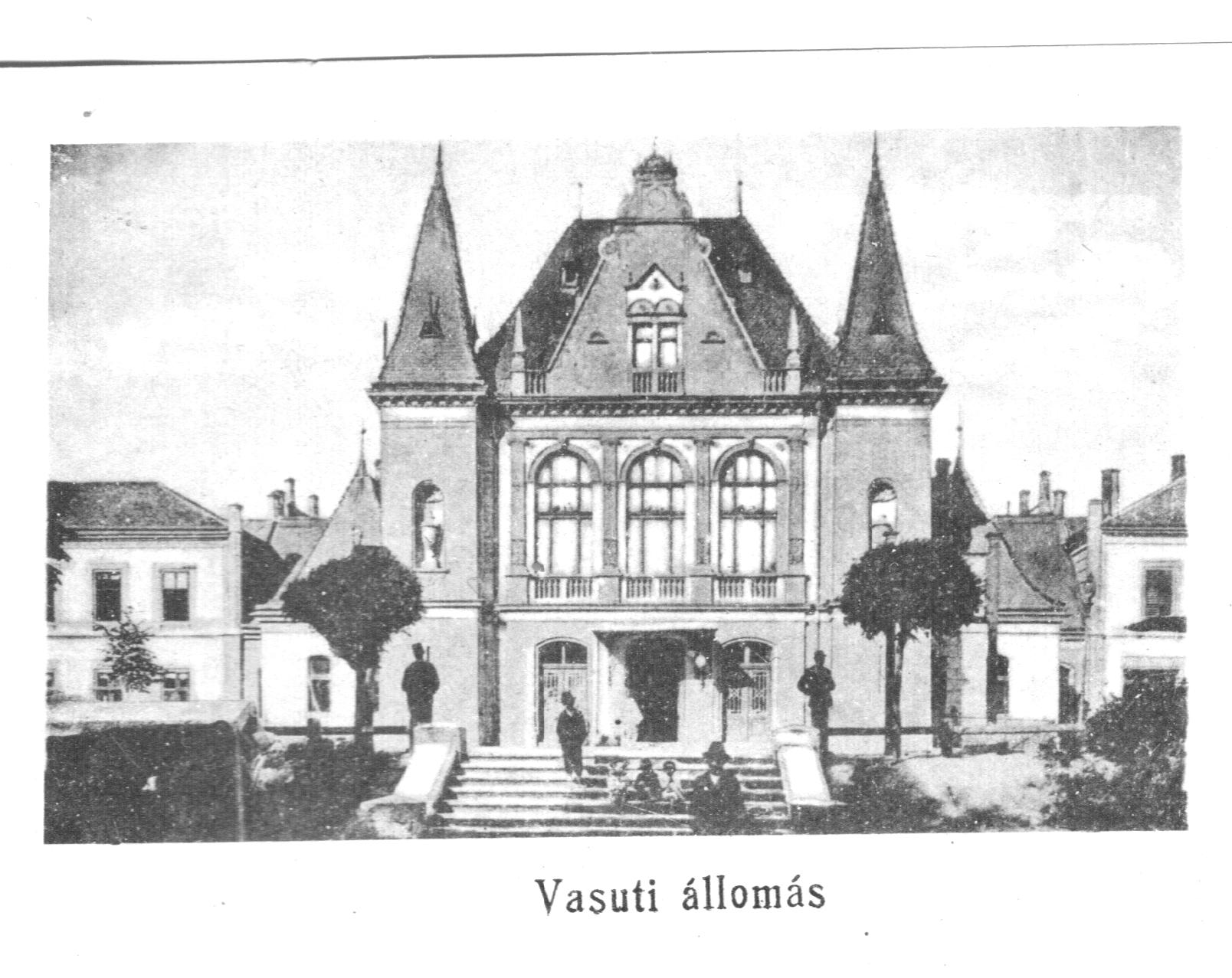
Gare de 1860

Le premier train est arrivé a Košice le 14 août 1860 depuis Miskolc. Par la suite de nouvelles lignes ont été ouvertes vers Prešov, Žilina, Zvolen et Čierna nad Tisou. Le bâtiment actuel date de 1973 est en mauvais état: Une rénovation est en cours.

## Lignes desservies

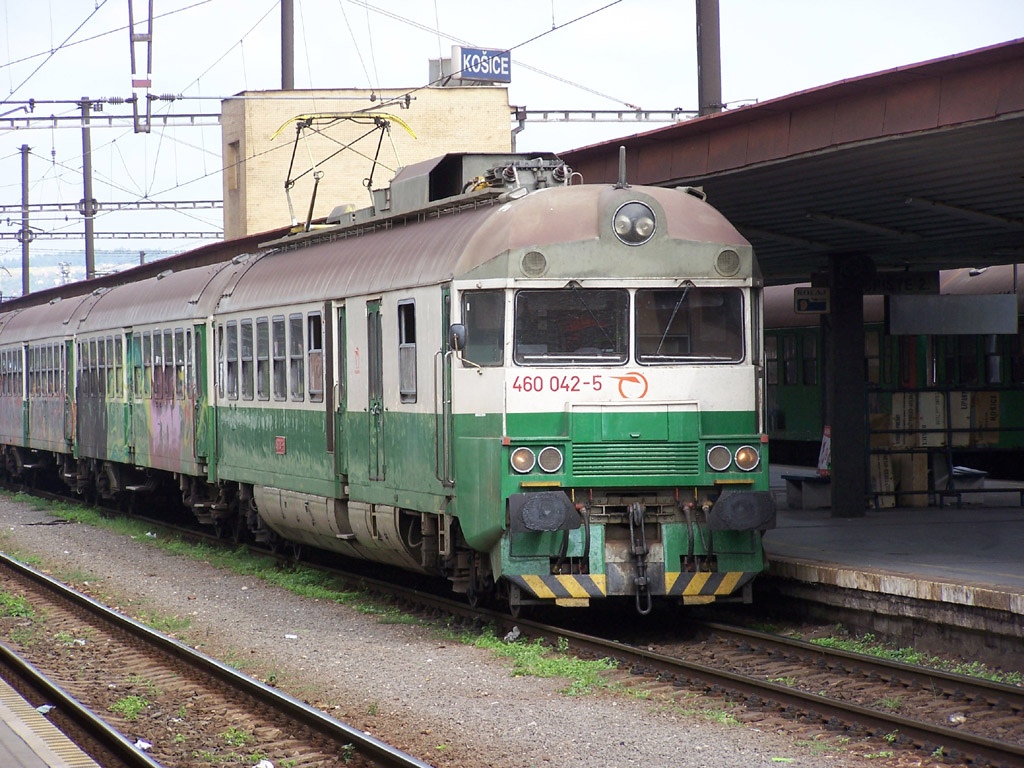
Train entrant en gare.

## Lignes internationales
Depuis Košice, des trains internationaux partent quotidiennement vers :
- Budapest - Keleti pályaudvar
- Prague
- Vienne
- Lvov et Moscou - Gare de Kiev
- Cracovie

## Transport urbain
La gare est naturellement le départ de certaines lignes de tram 2356R1 et de bus.